# تونی لاکهد
تونی لاکهد (انگلیسی: Tony Lochhead؛ زادهٔ ۱۲ ژانویهٔ ۱۹۸۲) یک بازیکن فوتبال است.
وی همچنین در تیم ملی فوتبال نیوزیلند بازی کرده‌است.